# Anopsicus bispinosus
Anopsicus bispinosus là một loài nhện trong họ Pholcidae. Loài này được phát hiện ở México.